# 女王蜂 (1963年の映画)
『女王蜂』（じょおうばち、イタリア語: Una storia moderna: l'ape regina, 「ある現代の物語 女王蜂」の意、英語: The Conjugal Bed, 「夫婦のベッド」の意）は、1963年（昭和38年）製作・公開、マルコ・フェレーリ監督のイタリア・フランス合作映画である。イタリア式コメディの1作である。

## 略歴・概要
本作は、1963年、イタリアの映画会社サンクロ・フィルムとフェア・フィルムが、フランスの映画会社マルソー＝コシノール（コシノールおよびレ・フィルム・マルソー）と合作で製作、ラツィオ州ローマ県ローマ市内、とりわけコンチリアツィオーネ通り等でロケーション撮影を行い、完成した。ゴッフレード・パリーゼの最初のアイデアをラファエル・アスコナ、マルコ・フェレーリの2人がストーリーを練り、ディエゴ・ファッブリ、パスクァーレ・フェスタ・カンパニーレ、マッシモ・フランチオーザとともに集団執筆を行って脚本を作成したものである。
イタリア国内でまず同年4月7日に封切られ、同年5月9日に開催された第16回カンヌ国際映画祭に出品され、マリナ・ヴラディが女優賞を獲得した。同年9月16日、アメリカ合衆国では、エンバシー・ピクチャーズの配給によりニューヨークで公開された。同年10月、日本でも、 松竹映配の配給により公開されている。翌1964年（昭和39年）、アメリカ合衆国では、第22回ゴールデングローブ賞において、マリナ・ヴラディが主演女優賞 (ドラマ部門)にノミネートされたが、賞は逸した。同年、ナストロ・ダルジェント賞において、ウーゴ・トニャッツィがナストロ・ダルジェント主演男優賞を受賞した。
2006年（平成18年）9月19日、メドゥーザ・フィルム傘下のメドゥーザ・ヴィデオがイタリア国内でのDVDを発売した。日本では、2011年（平成23年）2月現在までに、VHSおよびDVDいずれの形式でもビデオグラムは発売された形跡はない。

## スタッフ・作品データ
- プロデューサー : ヘンリック・クロシツキ（イタリア語版） [4] アルフォンソ・サンソーネ（イタリア語版） [5]
- 監督 : マルコ・フェレーリ
- 原案 : ゴッフレード・パリーゼ
- 原作・脚本 : ラファエル・アスコナ、マルコ・フェレーリ
- 共同脚本 : ディエゴ・ファッブリ、パスクァーレ・フェスタ・カンパニーレ、マッシモ・フランチオーザ
- 撮影 : エンニオ・グァルニエーリ（イタリア語版）
- 美術 : マッシミリアーノ・カプリッチョーリ （Massimiliano Capriccioli [6]）
- 装飾 : マッシミリアーノ・カプリッチョーリ、ローザ・サンソーネ （Rosa Sansone [7]）
- 衣裳 : ルチアーノ・マリヌッチ （Luciana Marinucci [8]）
- 編集 : リオネッロ・マッソブリオ （Lionello Massobrio [9]）
- 製作担当 : アントニオ・ネグリ、アントニオ・パルンボ （Antonio Palumbo）
- 音楽 :テオ・ウズエリ（イタリア語版）

- フォーマット : 白黒映画 - スタンダードサイズ（1.37:1） - モノラル録音
- 日本初回興行 : 有楽町・丸の内松竹

## キャスト
クレジット順
- ウーゴ・トニャッツィ - アルフォンソ
- マリナ・ヴラディ - レジーナ
- ワルター・ギラー - 修道僧マリアーノ
- リンダ・シーニ （Linda Sini） - 修道尼スペリオール
- リッカルド・フェッリーニ （Riccardo Fellini [10]） - リッカルド
- イージ・ポリドーロ （ジャン・ルイジ・ポリドーロ Gian Luigi Polidoro） - イージ
- ニーノ・ヴィンジェッリ （Nino Vingelli） - 墓地の男
- アキッレ・マイェローニ （Achille Majeroni） - 叔母マファルダ

ノンクレジット・アルファベット順
- メリッサ・ドレイク （Melissa Drake [11]） - マリア・コンスタンツァ
- マリオ・ジュッサーニ （Mario Giussani [12]） - リブルスキー伯爵
- ジャクリーヌ・ペリエ （Jacqueline Perrier [13]）
- サンドリーノ・ピネッリ （Sandrino Pinelli [14]） - マリア・コンスタンツァの婚約者
- ポリドール （Polidor） - 僧ロレンツォ
- ユズポッフ・ラガッツィ （Jusupoff Ragazzi [15]） - 叔母ヨランダ
- ピエトロ・タッタネッリ （Pietro Tattanelli [16]） - 伯父ドン・ジュゼッペ

## 関連事項
- 1963年の日本公開映画
- イタリア式コメディ
- レ・フィルム・マルソー （Les Films Marceau [17]）
- コンチリアツィオーネ通り （en:Via della Conciliazione）
- ナストロ・ダルジェント主演男優賞（en:Nastro d'Argento Best Actor）
- メドゥーザ・フィルム （it:Medusa Film）

## 註
1. 1 2 3 4 5 6 7 8  L'ape regina, インターネット・ムービー・データベース （英語）, 2011年2月18日閲覧。
2. ↑  Ape Regina, allmovie （英語）, 2011年2月18日閲覧。
3. 1 2  女王蜂、allcinema ONLINE, 2011年2月18日閲覧。
4. ↑  Henryk Chrosicki - IMDb（英語）, 2011年2月18日閲覧。
5. ↑  Alfonso Sansone - IMDb（英語）, 2011年2月18日閲覧。
6. ↑  Massimiliano Capriccioli - IMDb（英語）, 2011年2月18日閲覧。
7. ↑  Rosa Sansone - IMDb（英語）, 2011年2月18日閲覧。
8. ↑  Luciana Marinucci - IMDb（英語）, 2011年2月18日閲覧。
9. ↑  Lionello Massobrio - IMDb（英語）, 2011年2月18日閲覧。
10. ↑  Riccardo Fellini - IMDb（英語）, 2011年2月18日閲覧。
11. ↑  Melissa Drake - IMDb（英語）, 2011年2月18日閲覧。
12. ↑  Mario Giussani - IMDb（英語）, 2011年2月18日閲覧。
13. ↑  Jacqueline Perrier - IMDb（英語）, 2011年2月18日閲覧。
14. ↑  Sandrino Pinelli - IMDb（英語）, 2011年2月18日閲覧。
15. ↑  Jusupoff Ragazzi - IMDb（英語）, 2011年2月18日閲覧。
16. ↑  Pietro Tattanelli - IMDb（英語）, 2011年2月18日閲覧。
17. ↑  Les Films Marceau - IMDb（英語）, 2011年2月18日閲覧。